# Martin van der Spoel
Martin Michel van der Spoel (Ermelo, 19 febbraio 1971) è un ex nuotatore olandese.
Specialista dello stile libero, nel 1996 ha partecipato alle Olimpiadi di Atlanta giungendo al quinto posto nella finale della staffetta 4x100 m sl e al settimo posto nella finale della staffetta 4x200 m sl. Nella stessa Olimpiade ha inoltre partecipato alla gara dei 200 m misti individuali mancando di poco l'accesso alla finale.